# متحف رضا عباسي
متحف رضا عباسي (بالفارسية : موزه رضا عباسی) هو متحف في طهران، في إيران . يقع في منطقة سيد خندان. سُمي المتحف على اسم رضا عباسي، أحد فناني العصر الصفوي. يضم متحف رضا عباسي مجموعة فريدة من الفن الفارسي يعود تاريخها إلى الألفية الثانية قبل الميلاد، من كل من العصرين الإسلامي وما قبل الإسلامي.

## التاريخ
افتُتح المتحف رسميًا في أيلول 1977 م تحت إشراف الشهبانو فرح بهلوي، ولكنه أُغلق في تشرين الثاني 1978 م. وأُعيد افتتاحه بعد عام في عام 1979، مع بعض التغييرات في ديكوراته الداخلية وتوسيع مساحة العرض الخاصة به. وأُغلق مرة أخرى في عام 1984 بسبب صعوبات داخلية وأُعيد افتتاحه بعد عام. افتُتح أخيرًا للمرة الخامسة، بعد تجديده في 4 شباط 2000. تُدير منظمة التراث الثقافي الإيرانية المتحف حاليًا.

## المجموعات
تعود مقتنيات المتحف إلى الفترة الممتدة من الألفية السابعة قبل الميلاد إلى أوائل القرن العشرين. المعروضات مرتبة ترتيبًا زمنيًا. تشمل المعروضات قطعًا أثرية مصنوعة من الطين المخبوز والمعادن والحجر من عصور ما قبل التاريخ، بالإضافة إلى الفخار والقطع المعدنية، والمنسوجات واللوحات المطلية بالورنيش، والمخطوطات والمجوهرات التي تعود إلى العصر الإسلامي.

## المكتبة
تحتوي مكتبة المتحف على أكثر من 10000 كتاب باللغات الفارسية والإنجليزية والفرنسية والألمانية حول الفن الفارسي والتاريخ والآثار واللوحات الكلاسيكية.

## قسم النشر
وقد نشر قسم النشر العديد من الكتب المتعلقة بالفنون والمجموعات الإيرانية.

## دورات تدريبية
كما يوجد بالمتحف دورات تدريبية مختلفة مثل الرسم والخط والألوان المائية والرسم الزيتي.

## حرق الوثائق
في مايو/أيار 2015، أُحرقت وثائق مختلفة للمتحف، كانت هذه الوثائق غير تاريخية ومعظمها مراسلات مع مكتب شهبانو فرح ديبا قبل الثورة الإسلامية عام 1979. وقد كشفت وكالة مهر للأنباء في طهران عن هذه القضية، وأثارت موجة انتقادات واسعة في وسائل الإعلام الناطقة بالفارسية وشبكات التواصل الاجتماعي، عن أن ما أقدم عليه المتحف خاطئ حتى لو لم تكن الوثائق ذات أهمية.

## مجموعة من العملات الفضية

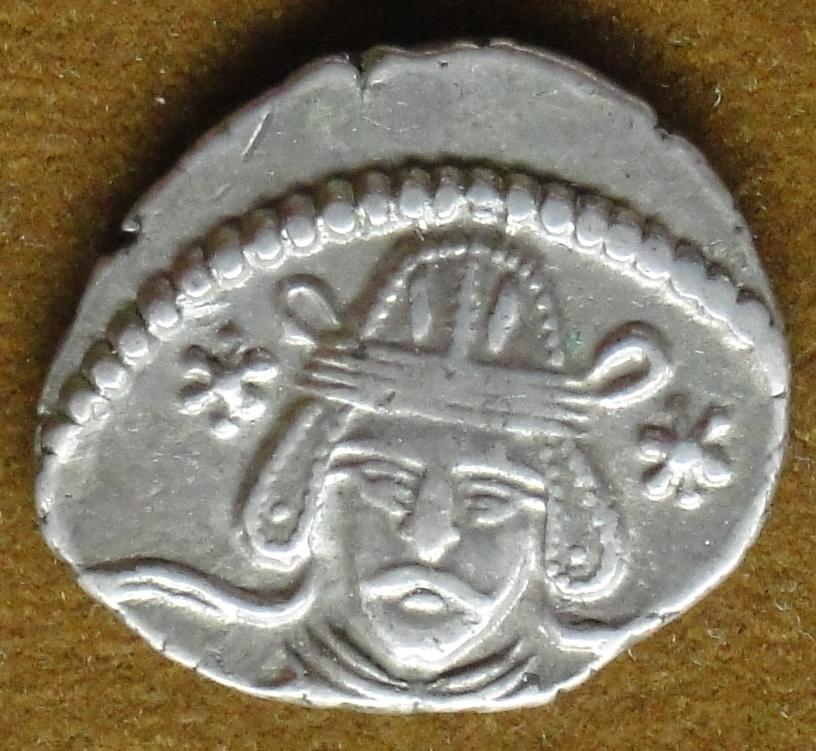
فونونيس الثاني ملك فرثيا[الإنجليزية]
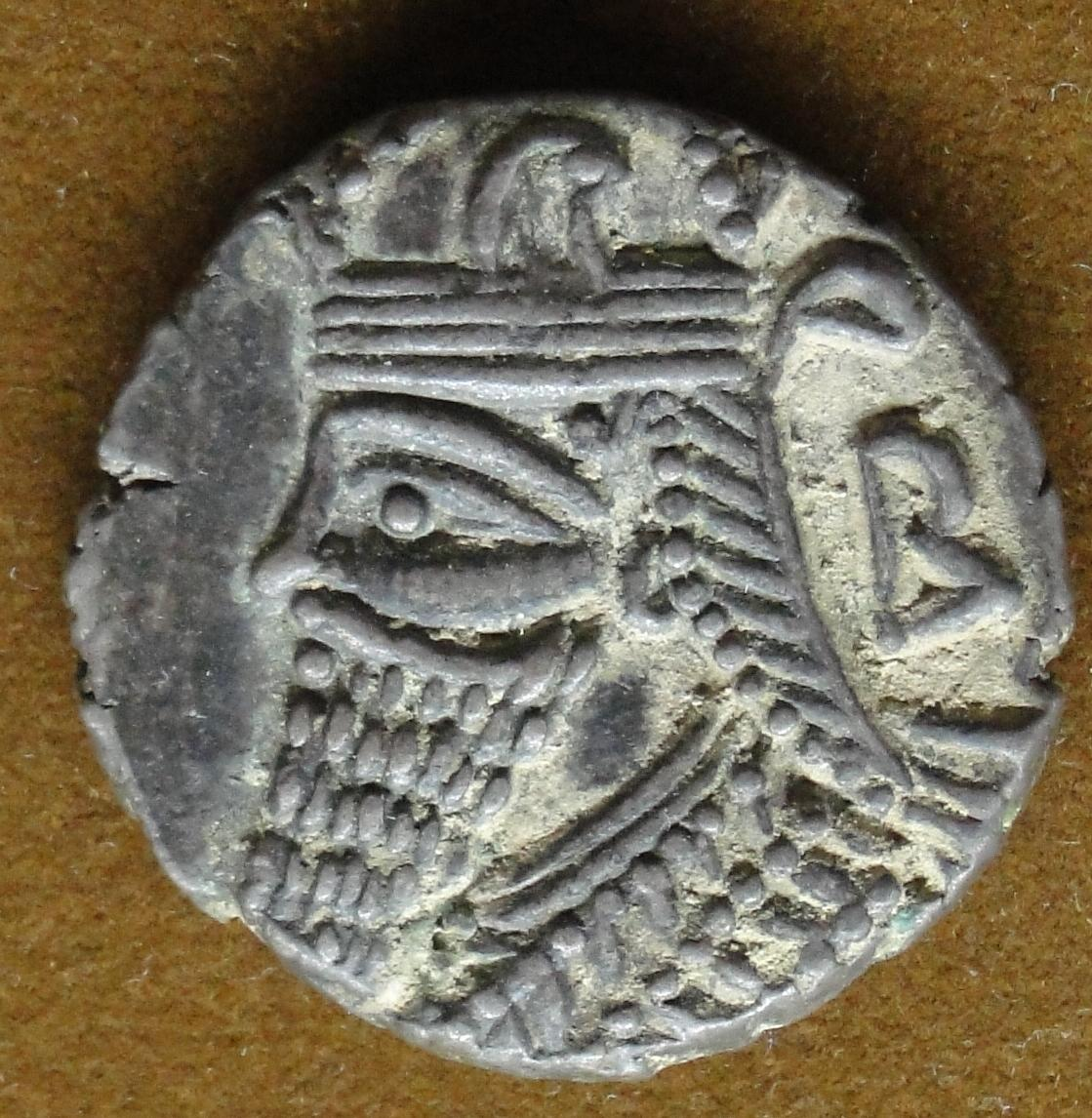
فولوغاسيس الخامس ملك فرثيا[الإنجليزية]
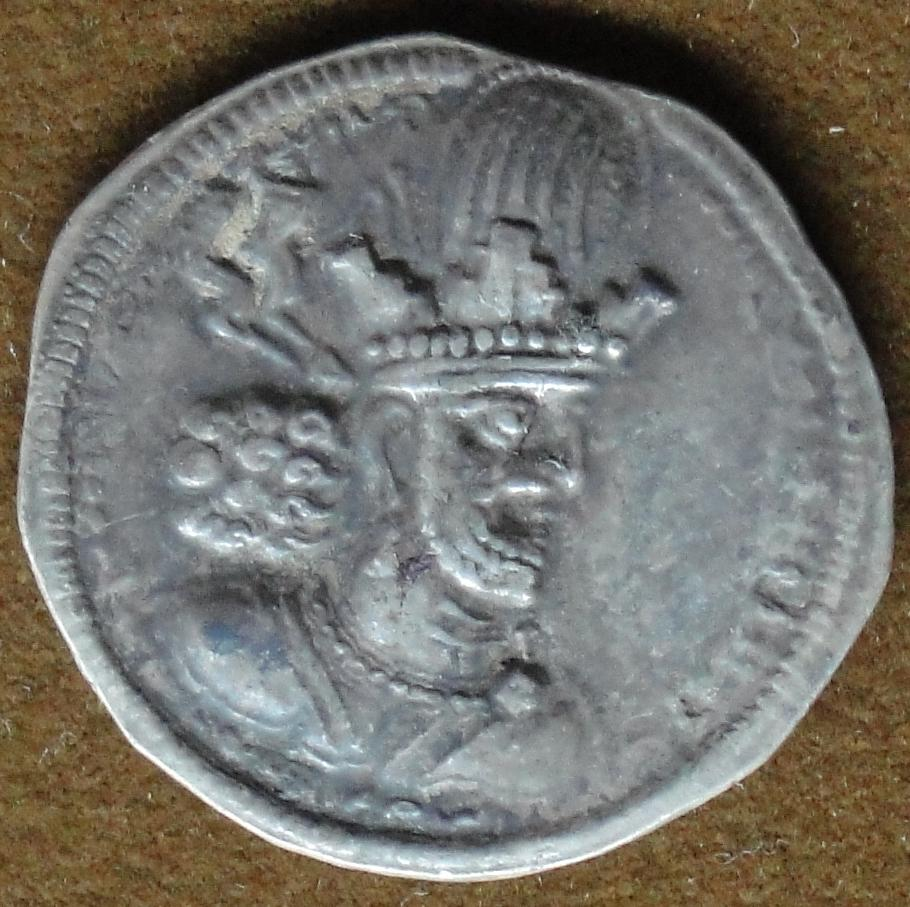
سابور الثاني
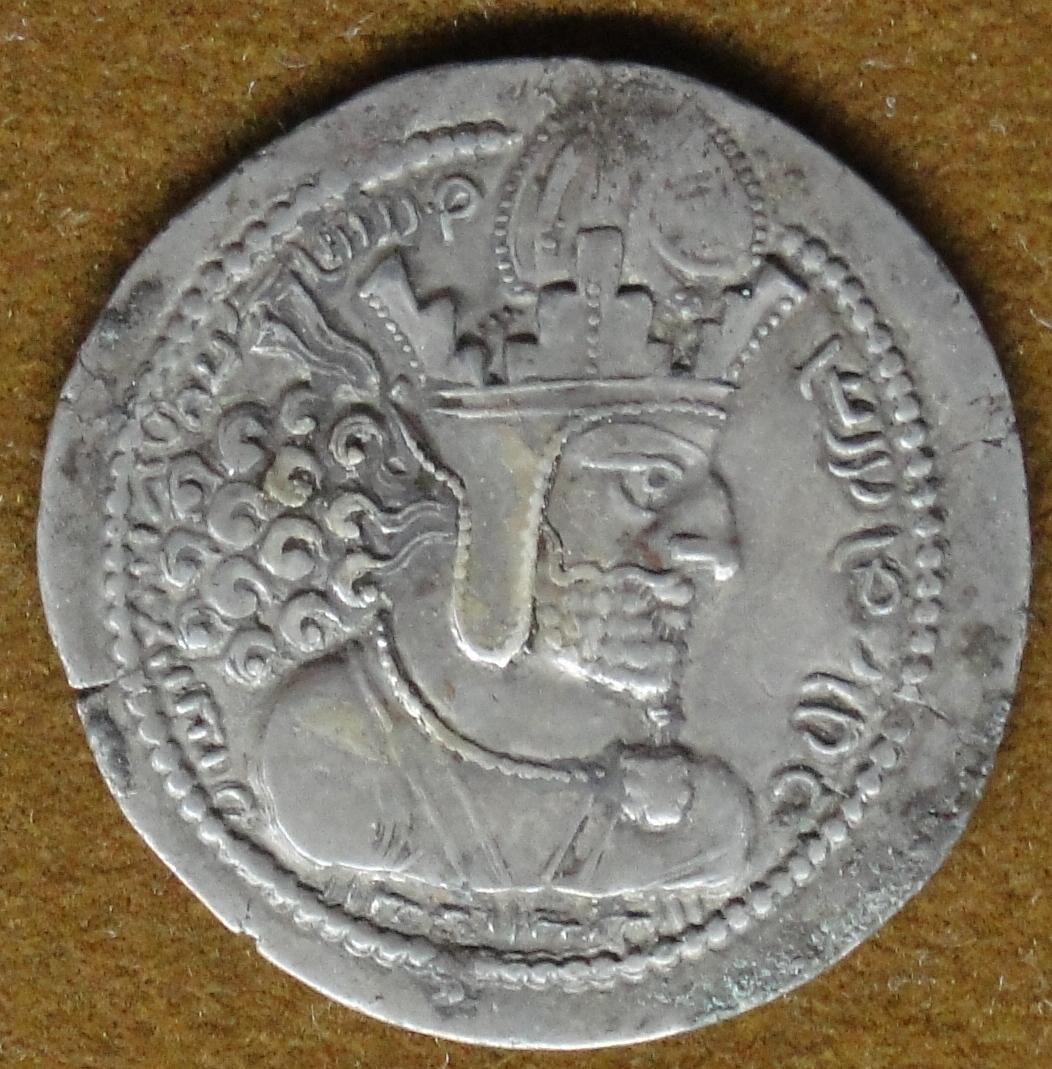
سابور الأول
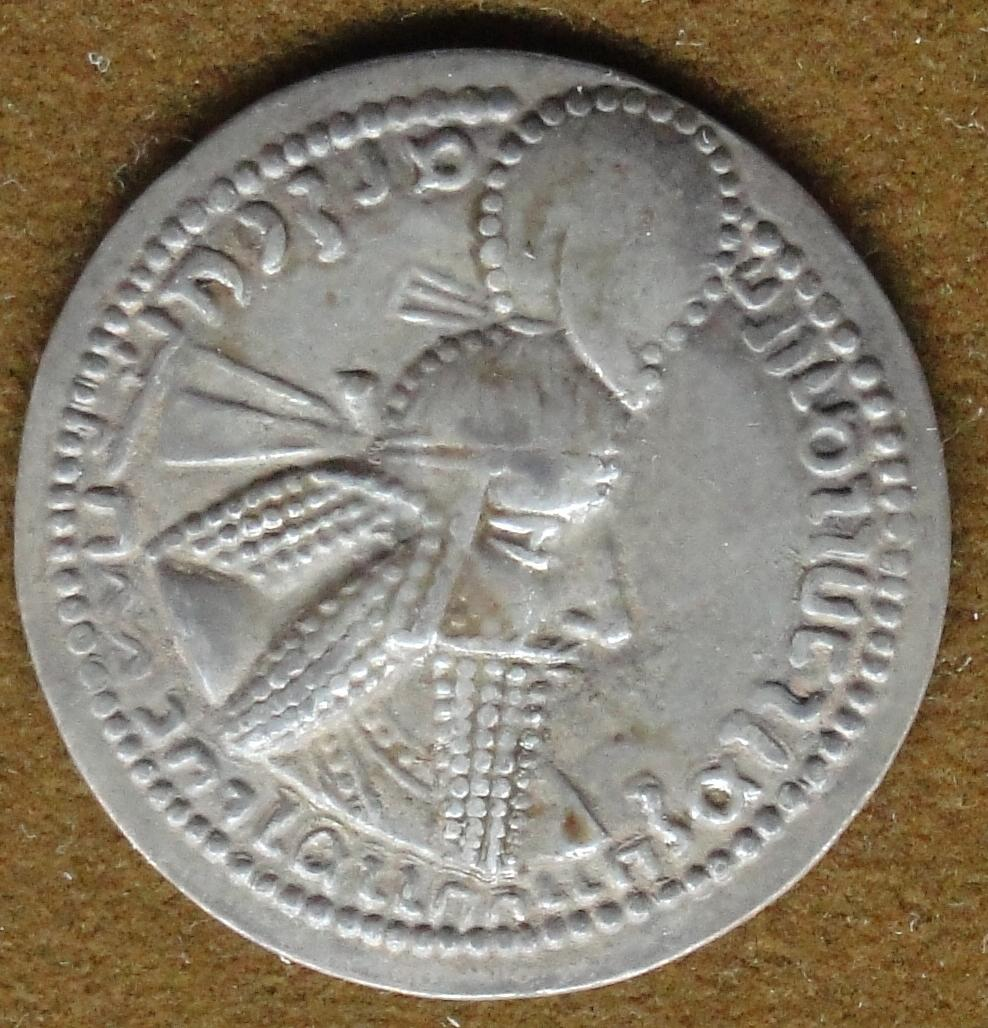
أردشير الأول
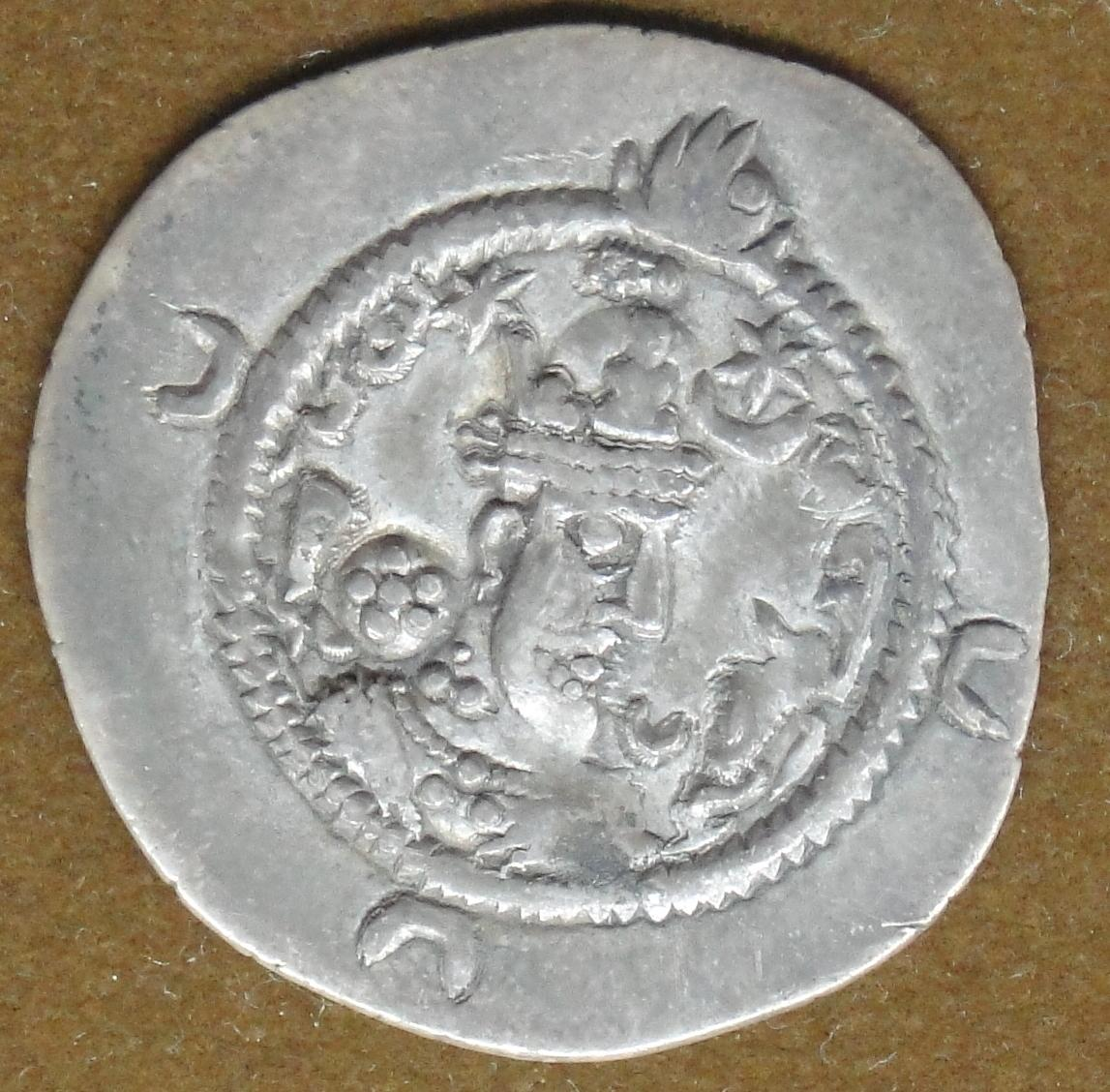
أردشير الثالث
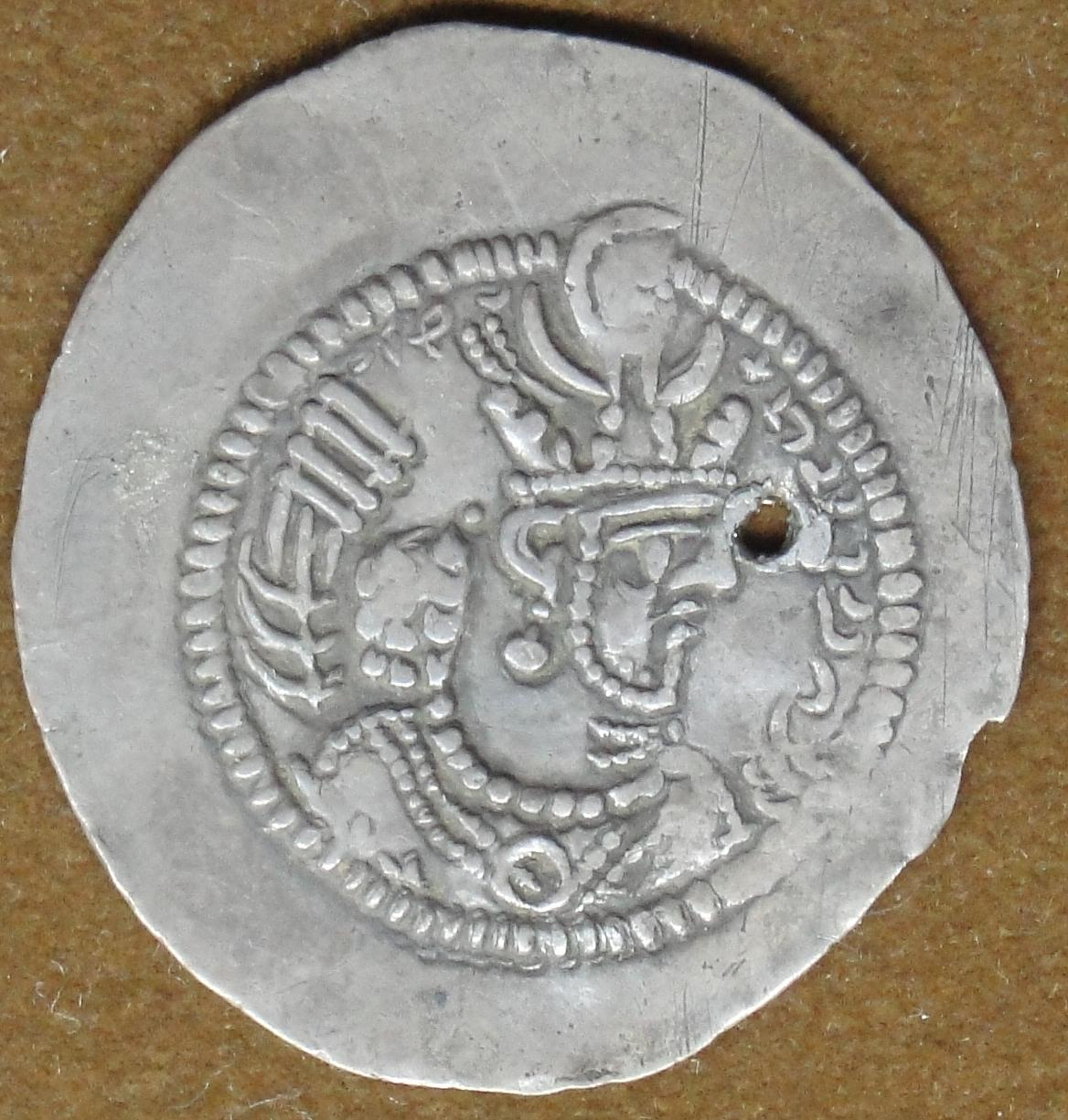
بهرام الخامس
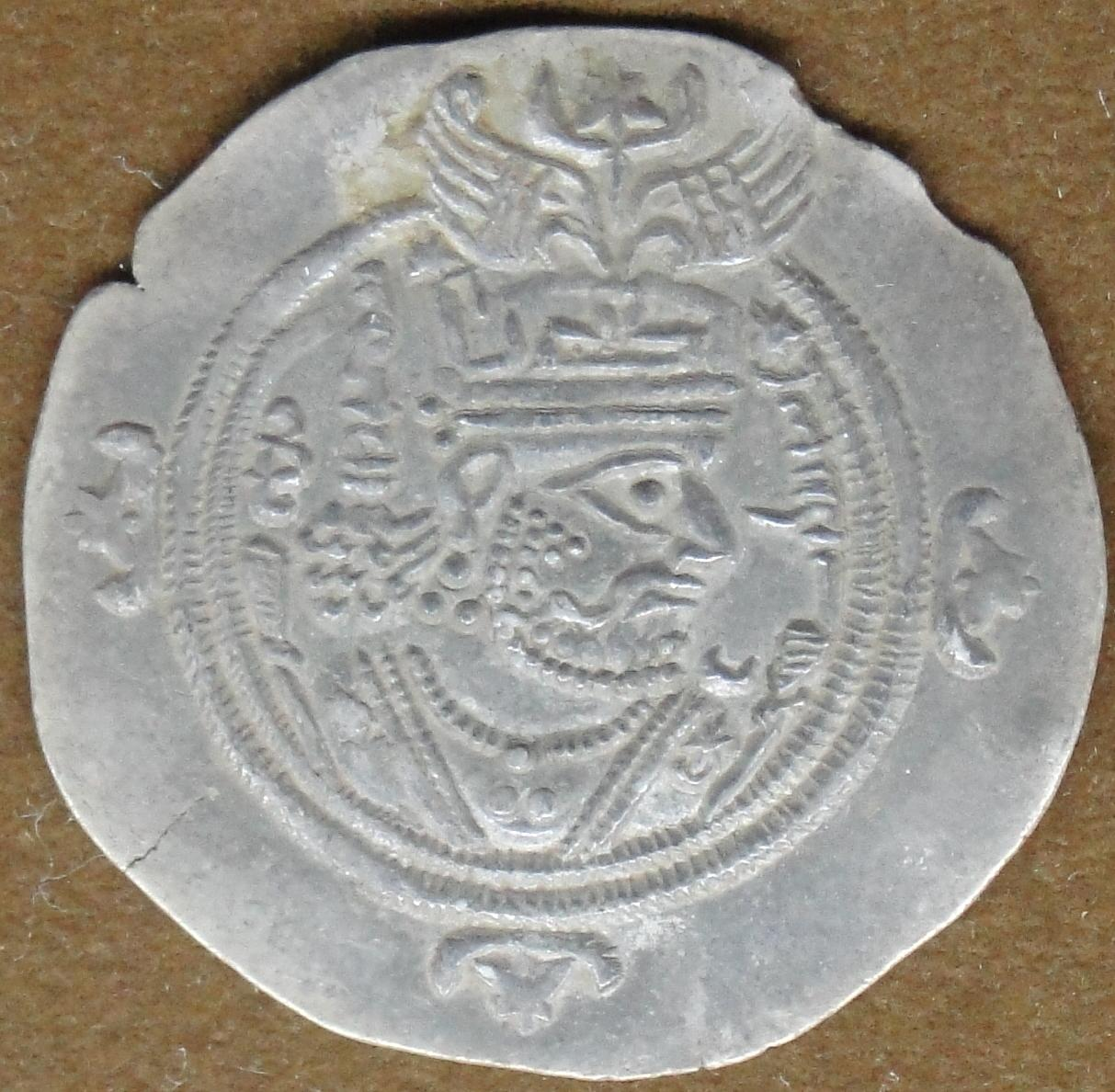
هرمز الرابع
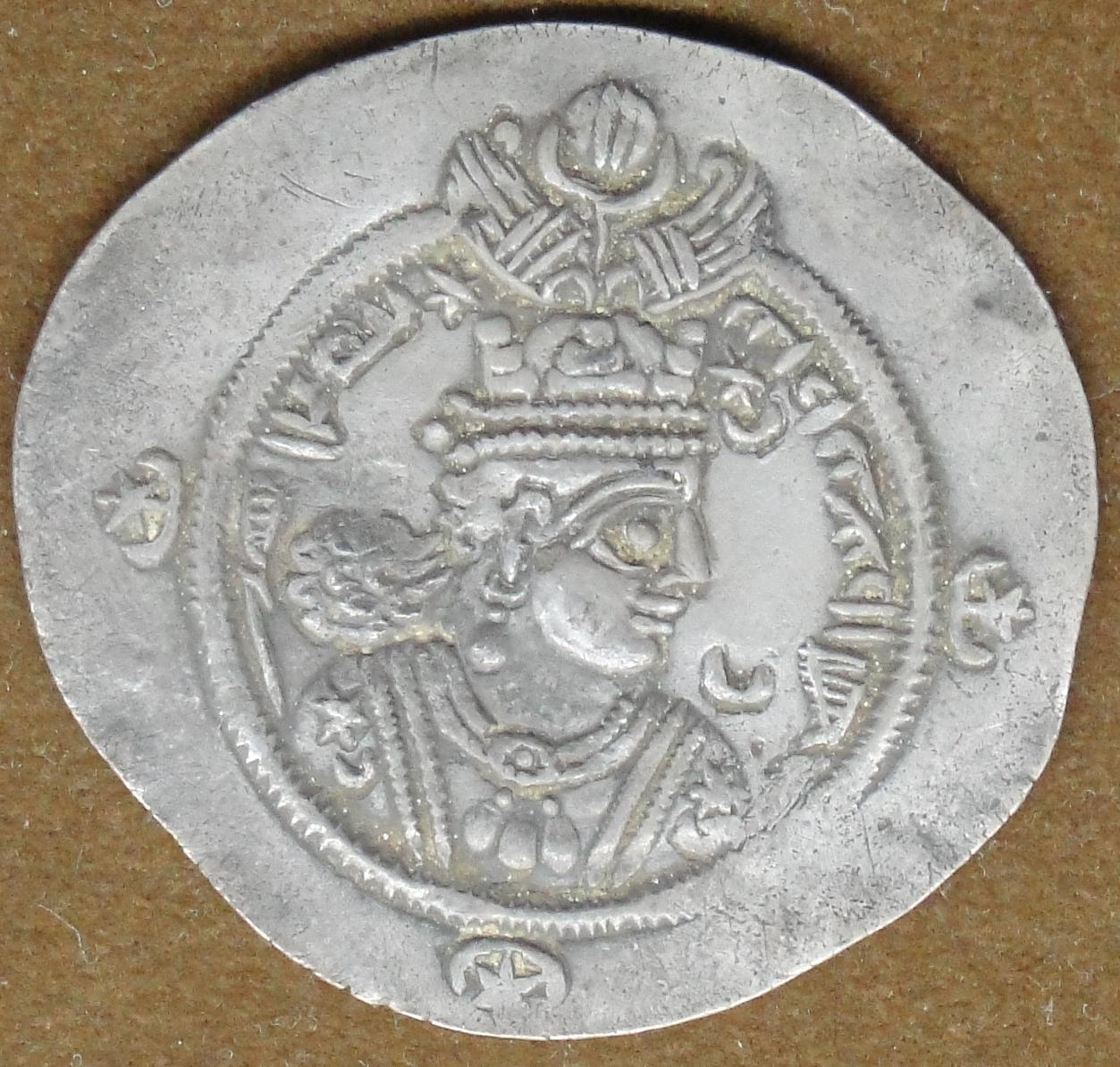
كسرى الأول
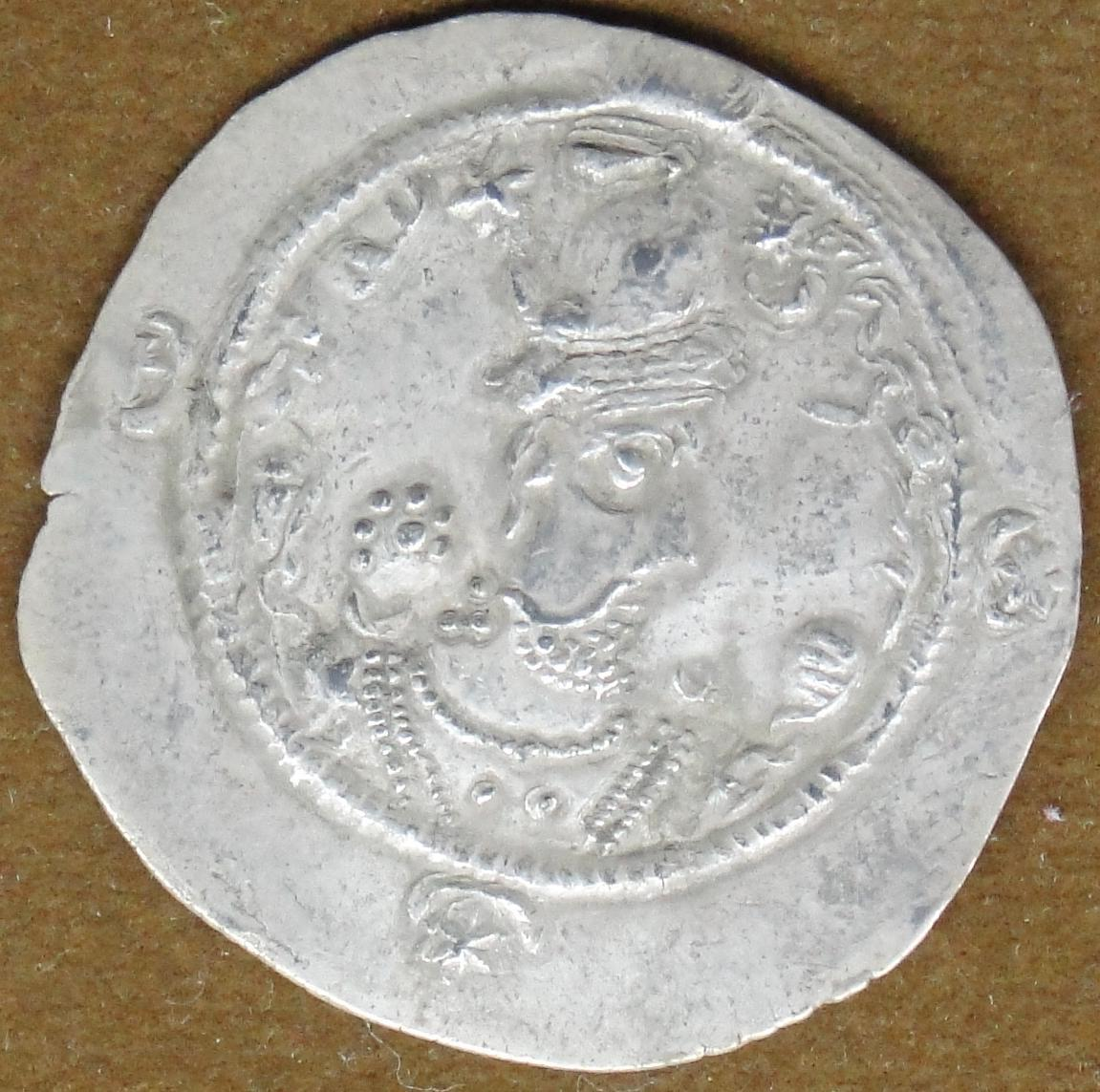
كسرى الثاني